# La Ligua
La Ligua est une ville et commune du Chili capitale de la province de Petorca, elle-même située dans la région de Valparaiso. En 2016, sa population s'élevait à 32 131 habitants. La superficie de la commune est de 1 163 km2 (densité de 28 hab./km2).
Papudo est située au bord de l'Océan Pacifique à 154 km au nord de la capitale Santiago et à 110 km au nord de Valparaiso. Sur son territoire se trouvent plusieurs usines des secteurs agro-alimentaire (bonbons) et textile. Papudo se trouve à la limite nord de la zone tempérée du Chili avec des précipitations cumulées de 450 mm par an.

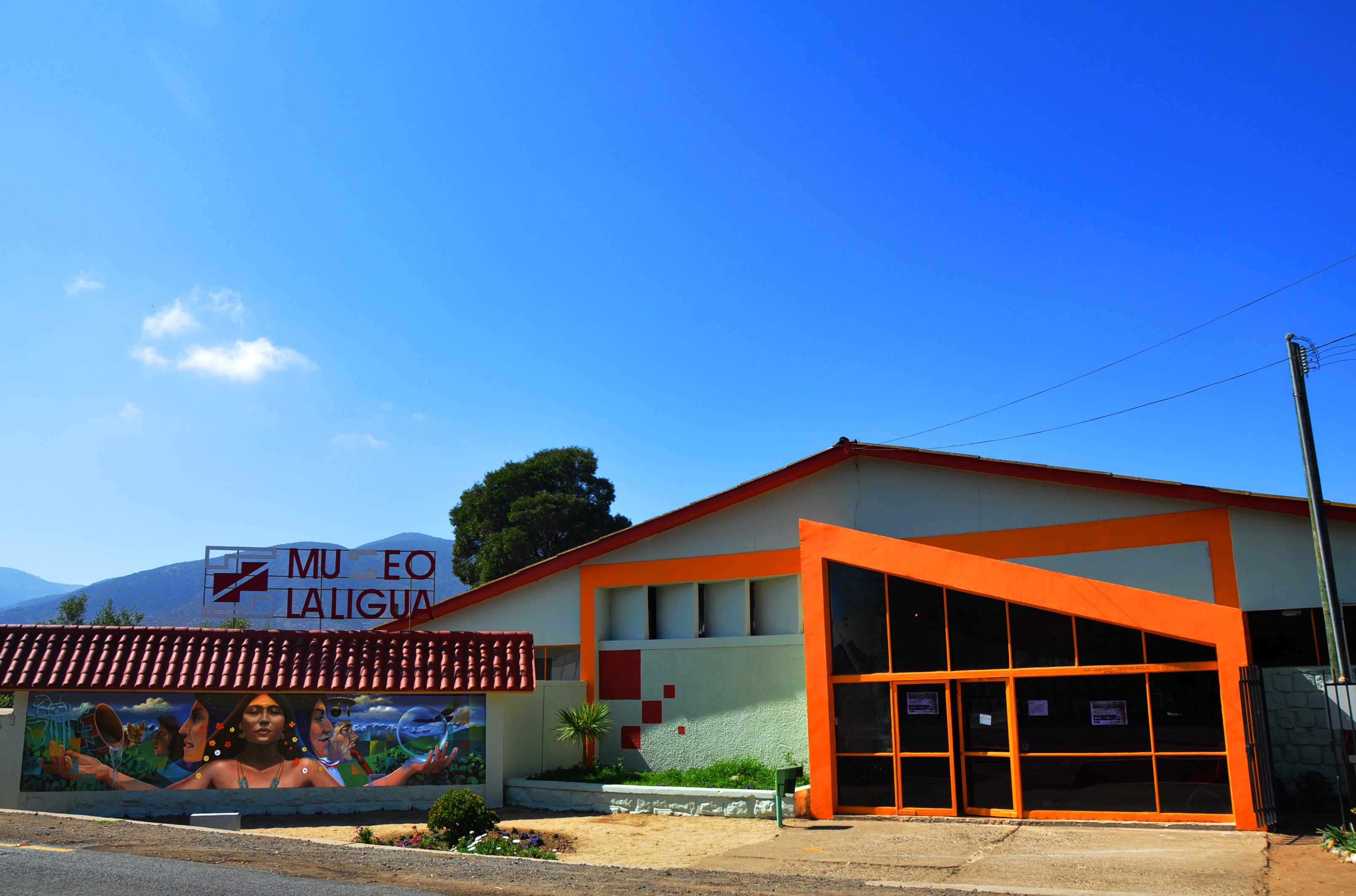
Musée de la Ligua
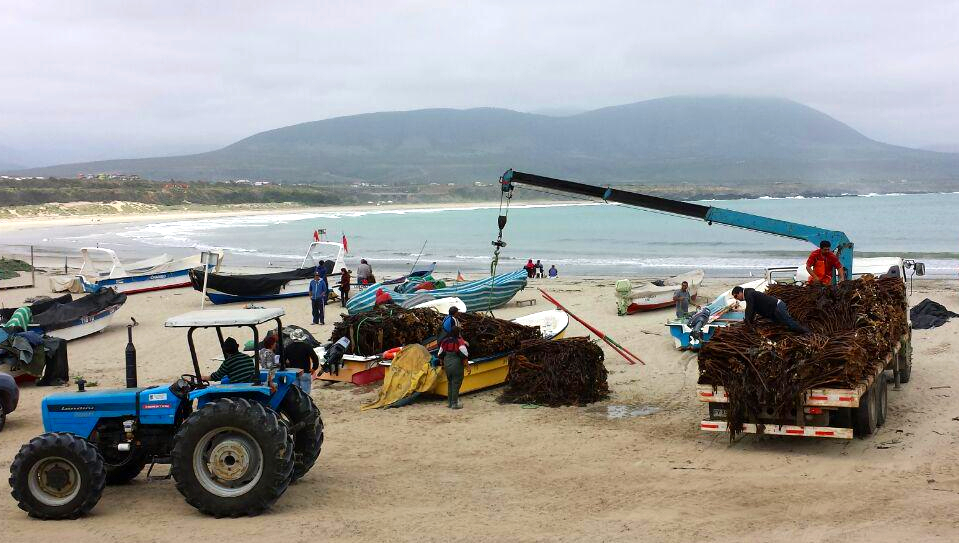
Récolte d'algues à Los Molles
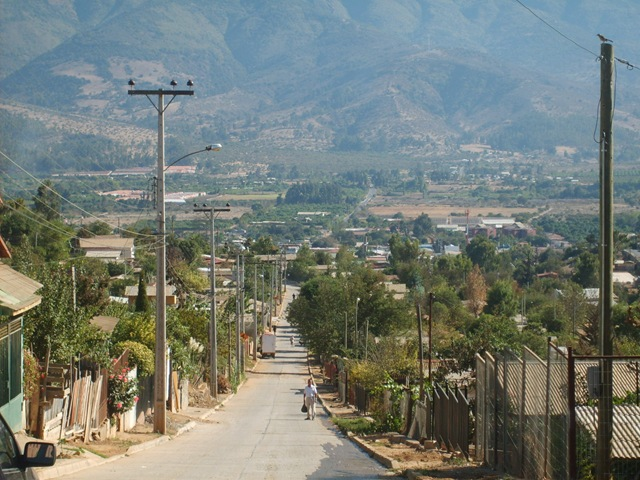
Vieux quartier de La Ligua

Position de La Ligua (en rouge) au sein de la Région de Valparaiso.